# يوسف علي شاه
يوسف علي شاه البلوشي (مواليد 29 أغسطس 1992) لاعب كرة قدم إماراتي يجيد اللعب كلاعب وسط في نادي مجد. 
لعب سابقاً في نادي دبي ونادي العروبة ونادي حتا ونادي خورفكان ونادي الحمرية ونادي التعاون ونادي الذيد ونادي مجد.

## روابط خارجية
- يوسف علي شاه على موقع قاعدة بيانات كرة القدم.إي يو (الإنجليزية)
- يوسف علي شاه على موقع Soccerway.com (الإنجليزية)
- يوسف علي شاه على موقع كووورة